# کشتار

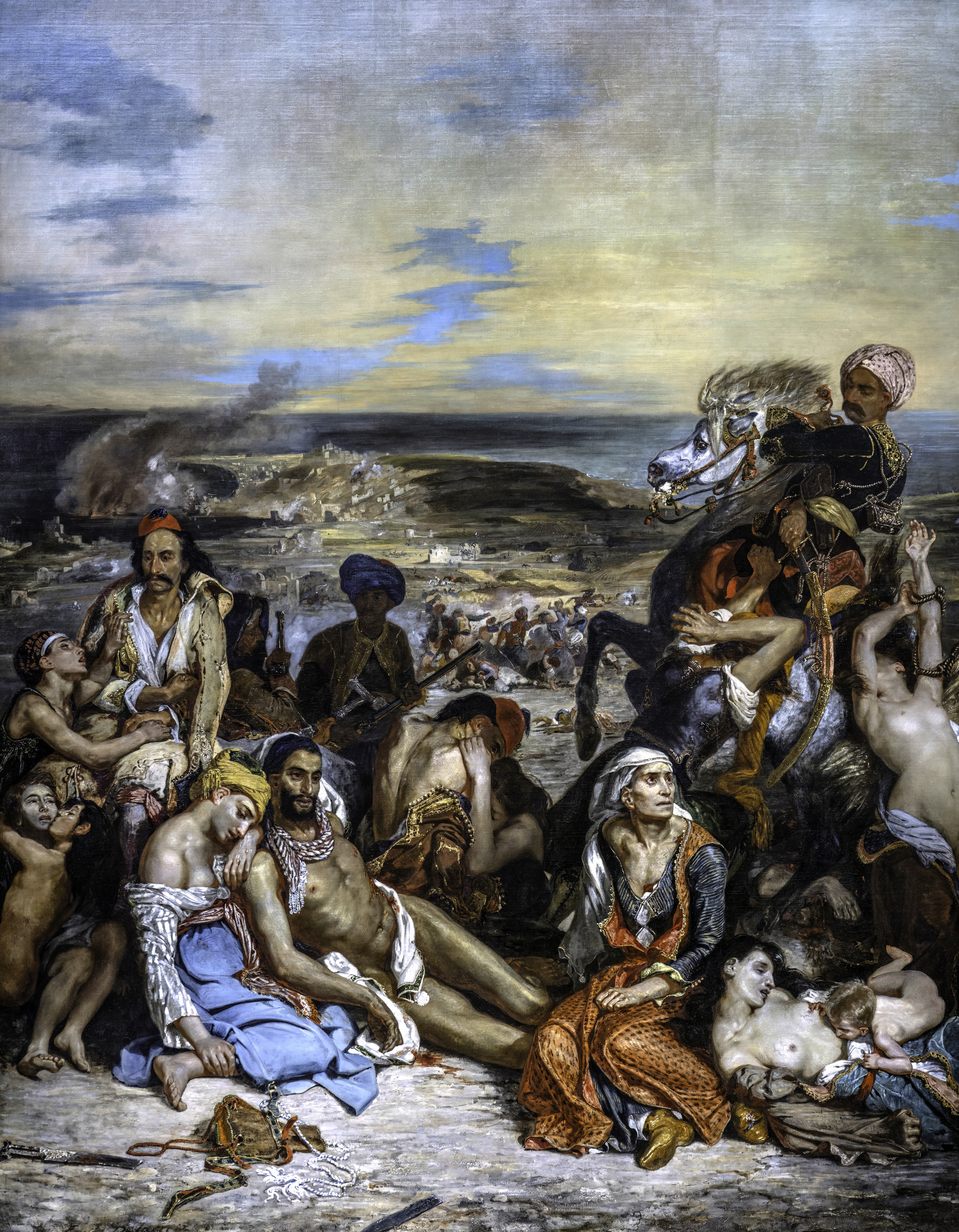
Le Massacre de Scio ("فاجعه کشتار") کشتار صدها هزار یونانی در ۱۸۲۴ (نقاشی از اوژن دولاکروا).

کشتار یا قتل‌عام (به انگلیسی: Massacre)، گونه‌ای از قتل است که معمولاً قربانیان زیادی را شامل می‌شود و به لحاظ اخلاقی غیرقابل قبول قلمداد می‌شود، به ویژه اگر توسط صحنه‌گردانان سیاسی علیه قربانیان بی‌دفاع صورت بگیرد. کلمه لاتین وام‌واژه‌ای فرانسوی به معنای سلاخی‌کردن یا کشتار است.